# Ex Deo
Ex Deo est un supergroupe canadien de death metal, originaire de Montréal, au Québec. Formé en 2008, le groupe s'inspire de l'histoire ainsi que de mythes et légendes romaines aussi bien dans ses textes que sur scène (chaque membre se produit sur scène avec une armure romaine). Il est à noter que quatre de ses membres font également partie du groupe de death metal Kataklysm.

## Biographie

### Débuts etRomulus(2008–2009)
Ex Deo est formé en 2008 par Maurizio Iacono comme un projet parallèle de son autre groupe Kataklysm,. Après un premier single de la chanson Romulus, le groupe publie son premier album, Romulus, le 19 juin 2009 sous le label Nuclear Blast. En octobre 2009, le groupe est annoncé au Paganfest en Europe.

### Caligvlaet mise en arrêt (2010–2014)

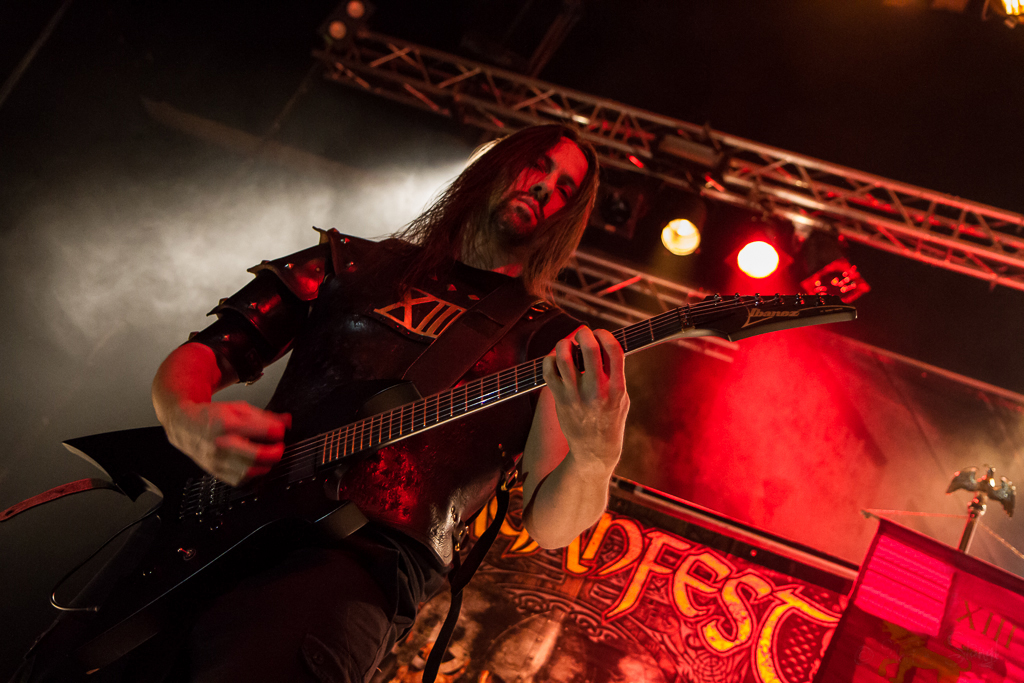
Stéphane Barbe, sur scène en 2013.

Après une année de tournée intense, le groupe annonce son deuxième album le 19 août 2010 sur Facebook. Ils mentionnent que l'écriture sera lancée en 2011. Le 14 octobre 2010, le groupe révèle le titre de l'album, Caligula, qui sera par la suite changé en Caligvla. Des mois après cette annonce, cependant, le 16 avril 2011, Ex Deo annonce que l'album mettra plus d'un an pour être terminé et dans les bacs. Le 13 décembre 2010, le groupe signe au label Napalm Records.
Le 28 septembre 2011, le groupe annonce sa date de sortie pour le 31 août 2012, qui marquera également la 2000e année d'existence de Caligula. Le groupe entre en studio en novembre 2011 pour l'enregistrement de l'album.
Le 4 février 2012, Maurizio révèle que les morceaux symphoniques et orchestraux sont terminés. Il mentionne également que le groupe pourrait possiblement participer au Paganfest. En mars 2012, le groupe révèle la liste des chansons issues de son prochain album à paraître à la fin de 2012. Le deuxième opus, Caligvla, est publié le 29 août 2012 au label Napalm Records. Certains de leurs textes ont la particularité d'être partiellement chanté en latin, comme c'est notamment le cas pour la chanson Cruor Nostri Abbas (de l'album Romulus).
Après la publication de leur album Caligvla, le groupe part en tournée en mars 2013 avec Alestorm et Lagerstein, incluant notamment trois dates en Italie. Le 18 février 2014, le leader et chanteur Maurizo Iacono prend la décision de mettre un terme à l'activité du groupe, pour une durée indéterminée.

### Retour etThe Immortal Wars(2015-2018)

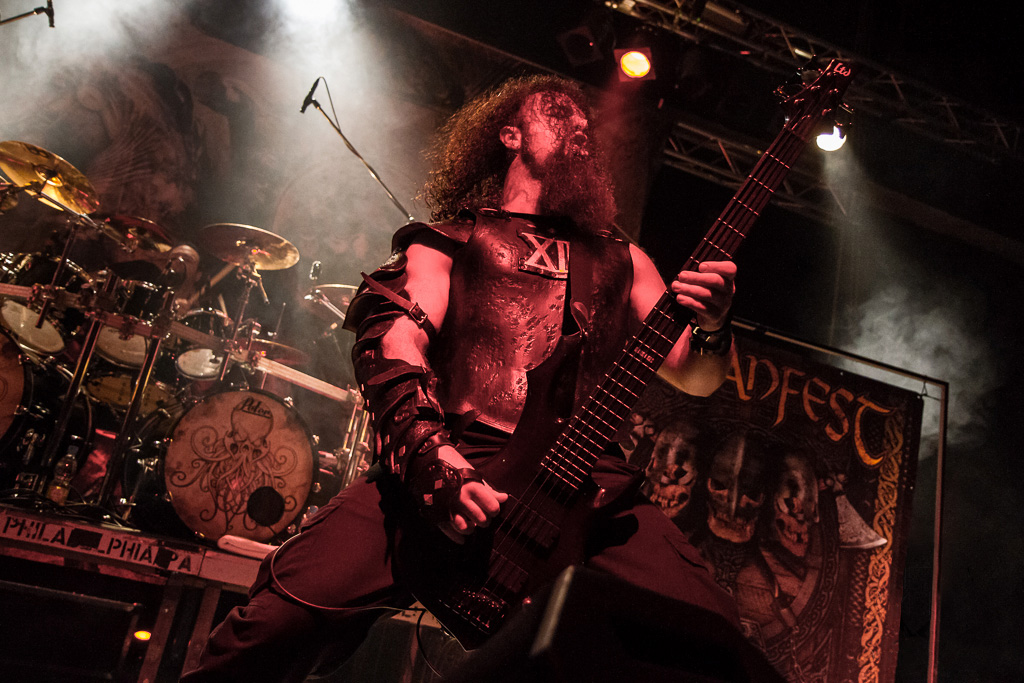
Dano Apekian, sur scène en 2013.

Le 9 septembre 2015, Maurizo Iacono annonce la reprise d'activité du groupe, qui travaille dès lors sur son nouvel album.
Le 4 janvier 2016, le groupe dévoile plus d'informations sur son nouvel album. Celui-ci s'intitule The Immortal Wars, et la sortie est annoncée pour février 2017. Le concept de l'album tourne autour des guerres puniques, ayant opposé Rome et Carthage. Pour le mixage et le mastering, Ex Deo fait appel à Jens Bogren (Fascination Street Studios), ayant déjà travaillé avec des groupes comme Amon Amarth, Opeth, et Arch Enemy. Le groupe rentre en studio le 28 juin. L'enregistrement se finit le 12 août, et l'album part par la suite au mixage chez Jens Bogren.
Le 11 novembre 2016, plus de détails sont donnés sur l'album, comme sa date de sortie, sa pochette ainsi que la liste des titres. L'album est alors prévu pour le 24 février 2017. Un premier extrait, The Rise of Hannibal, est dévoilé le 16 décembre 2016.
Un deuxième extrait de l'album, "The Roman", est dévoilé le 10 février 2017 sous forme d'un clip vidéo.
À la suite de la publication de l'album, le groupe annonce le 20 décembre 2017 une tournée européenne avec Ensiferum. Il est prévu que celle-ci débute le 3 avril 2018 à Hambourg et s'achève le 13 mai de la même année à Nimègue.

### The Thirteen years of Nero(depuis 2020)
Le 10 janvier 2020, le groupe annonce une tournée commune en première partie de Fleshgod Apocalypse dans le cadre du "Veleno Across Europe Tour 2020". Il est prévu que cette dernière le 1er octobre 2020 Übach-Palenberg pour s'achever le 15 novembre à Leyde. 
Le 13 mars 2020, Ex Deo dévoile un nouveau single intitulé "The Philosopher King", extrait de son quatrième album dont la sortie n'est toutefois pas précisée. Il est réalisé en collaboration avec Francesco Ferrini, pianiste de Fleshgod Apocalypse qui s'occupe des orchestrations. Le titre évoque le stoïcisme, notamment celui décrit par Marc Aurèle. Le chanteur Maurizio précise alors se retrouver dans ces préceptes qu'il a tenté "d'appliquer dans sa vie personnelle", lisible dans Les Pensées pour moi-même écrit par ce même Marc Aurèle. 
Le 05 septembre 2020, le groupe précise sur sa page Facebook que l'écriture du prochain album, qui s'intitulera The Thirteen years of Nero, est quasiment terminée et qu'ils prévoient de rentrer en studio en octobre. Ils annoncent par la même occasion se séparer de leur batteur Olivier Beaudoin. Il est remplacé par Jeramie Kling.  
Le 06 mai 2021, le chanteur du groupe confirme la sortie du nouvel album du groupe pour le 28 août 2021. Il annonce ainsi que le groupe s'apprête à publier son nouveau single sous forme d'un "clip cinématographique".   
Le 14 juin 2021, le groupe publie un premier extrait de l'album intitulé "Imperator" sous forme de clip. Selon les dires du chanteur Maurizio, il s'agit d'une représentation d'un banquet dans le "pur style de Néron". Ainsi, il est confirmé que le quatrième album du groupe se concentre exclusivement sur les années du règne de l'empereur Néron que Maurizio qualifie de personnage metal.    

## Style musical
Le style musical d'Ex Deo est décrit sous le terme d'« epic roman metal ».

## Récompenses
- 2017 : l'album The Immortal Wars est élu 4e meilleur album de l'année par le site Folk-Metal.nl[27]

## Membres

### Membres actuels
- Maurizio Iacono – chant (2008–2014, depuis 2015)
- Stéphane Barbe – guitare (2009–2014, depuis 2015)
- J-F Dagenais – guitare (2009–2014, depuis 2015)
- Dano Apekian – basse (2009–2014, depuis 2015)
- Jeramie Kling - batterie (depuis 2020)

### Anciens membres
- François Mongrain – basse (2009)
- Max Duhamel – batterie (2009–2014)
- Olivier Beaudoin – batterie (2015-2020)

## Vidéographie

### Clips
- 2009 : Romulus, tiré de l'album Romulus, dirigé par Ivan Colic
- 2009 : The Final War (Battle of Actium), tiré de l'album Romulus, dirigé par Ivan Colic
- 2012 : I, Caligvla, tiré de l'album Caligvla
- 2017 : The Roman, tiré de l'album The Immortal Wars, dirigé par Ivan Colic
- 2021 : Imperator, tiré de l'album The Thirteen Years Of Nero
- 2025 : Vitellius, tiré de l'EP Year Of The Four Emperors

### Lyric vidéos
- 2012 : Per Oculus Aquila
- 2020 : Philosopher King, single
- 2025 : Otho, tiré de l'EP Year Of The Four Emperors
- 2025 : Galba, tiré de l'EP Year Of The Four Emperors

### Clip Live
- 2013 : The Tiberius Cliff (Exile to Capri)
- 2018 : captation du concert donné au Doornroosje de Nimègue aux Pays-Bas